# Vosgesopterum
Vosgesopterum – wymarły rodzaj owadów z rzędu świerszczokaraczanów i rodziny Blattogryllidae, obejmujący tylko jeden znany gatunek: Vosgesopterum arzvillerensis.
Rodzaj i gatunek typowy opisali w 2011 Danił Aristow, Léa Grauvogel-Stamm i Francine Marchal-Papier. Opisu dokonano na podstawie pojedynczej skamieniałości pochodzącej z piętra anizyku w triasie, odnalezionej w Arzviller, na terenie francuskich Wogezów.
Owad ten miał przednie skrzydło długości 11 mm, o wypukłym przednim brzegu, lekko spiczastym wierzchołku i polu kostalnym na wysokości nasady sektora radialnego tak szerokim jak pole subkostalne. Sektor radialny miał początek w dosiebnej ćwiartce skrzydła i zlewał się z przednią żyłką medialną na odcinku wyposażonym w pięć odgałęzień. Żyłka subkostalna sięgała za środek długości skrzydła. Wierzchołek żyłki radialnej był esowaty. Tylna żyłka radialna i pierwsza żyłka analna były nierozgałęzione, a pierwsza odnoga przedniej żyłki kubitalnej miała jedno krótkie rozwidlenie.